# دانيال أورلاندو دياز
دانيال أورلاندو دياز (بالإسبانية: Daniel Díaz Muñoz)‏ هو لاعب كرة قدم تشيلي، ولد في 7 أغسطس 1948 في سانتياغو في تشيلي. شارك مع منتخب تشيلي لكرة القدم. أما مع النوادي، فقد لعب مع كولو-كولو ونادي أونيفرسيداد كاتوليكا وهواتشيباتو.

## وصلات خارجية
- دانيال أورلاندو دياز على موقع ناشيونال فوتبول تيمز (الإنجليزية)